# Тонгур, Сергей Вениаминович
Серге́й Вениами́нович Тонгу́р (род. 24 января 1956, Москва) — советский и российский актёр театра и кино, театральный режиссёр

. Работал с такими режиссёрами, как О. Н. Ефремов, А. В. Эфрос и др. Заслуженный артист Российской Федерации (2018).

## Биография
Родился в Москве в караимской семье. Отец — биохимик Вениамин Семёнович Тонгур, мать — Алиса Михайловна Кефели (урождённая Минаш; 1913—1999), кандидат химических наук. Окончил Школу-студию МХАТ им. М. Горького в 1977 году (педагог — Марков В. П.) и был принят в Художественный театр, где сыграл роли доктора Гаспара Арнери («Три толстяка» Олеши), отца («Блондинка за углом» Червинского), Артеньева («Живой труп») и др. После разделения МХАТ СССР уходит вместе с группой единомышленников в МХТ им. Чехова, а спустя два года покидает его.
В 1993 году перешёл в новооткрытый театр «Et cetera». Сыграл Лектора («Руководство для желающих жениться» Чехова), Дика Скотта («За горизонтом» О’Нила), Паулета («Мария Стюарт» Шиллера). В настоящее время участвует в спектаклях: «Люсьет Готье, или Стреляй сразу!» (Фонтанэ), «Смерть Тарелкина» (Качала).

Был артистом МХАТа. Он — из тех, кто «втолкнул» меня в процесс строительства театра. Я заметил в нём способности организатора, поэтому попросил его ещё занять очень важную в театре должность — заведующего труппой.
— Александр Калягин
C 2010 по 2018 год — помощник режиссёра Народного драматического театра Московского городского Дома учителя.

## Награды
- Благодарность Президента Российской Федерации (21 августа 2012) — за заслуги в развитии  отечественной  культуры  и  многолетнюю плодотворную деятельность[4].
- Почётное звание «Заслуженный артист Российской Федерации» (30 мая 2018) — за большой вклад в развитие отечественной культуры и искусства, средств массовой информации, многолетнюю плодотворную деятельность[5].

## Фильмография
- 2004 — 2013 — «Кулагин и партнёры»
- 2013 — «Драма на охоте»